# Jules Cloquet

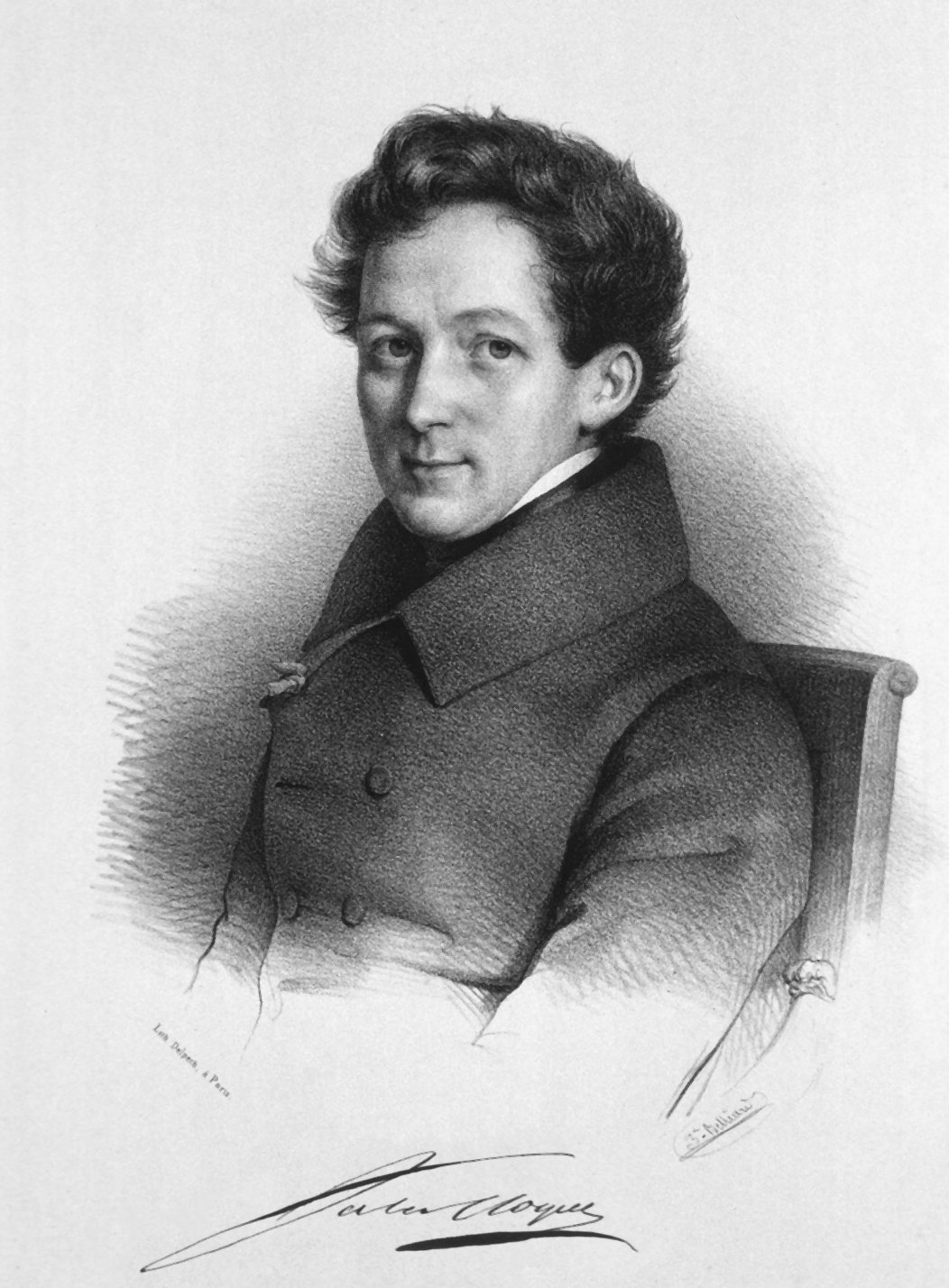
Jules Cloquet

Jules Germain Cloquet, född 18 december 1790 i Paris, död 23 februari 1883, var en fransk baron, anatom och kirurg.
Cloquet blev medicine doktor 1817, biträdande överkirurg vid Hôpital Saint Louis i Paris 1819, professeur agrégé 1824, professor i kirurgisk patologi 1831 och i kirurgisk klinik 1834. Av hälsoskäl upphörde han 1842 med sin praktik, men anställdes senare såsom konsulterande kirurg hos Napoleon III. Han valdes 1855 till ledamot av Institut de France.
Cloquet utövade en mycket betydande och omfångsrik vetenskaplig verksamhet. Bland hans större arbeten märks Recherches anatomiques sur les hernies de l'abdomen (1817), Recherches sur les causes et l'anatomie des hernies abdominales (1819), Anatomie des vers intestinaux (1824), Anatomie de l'homme (fem band i folio, 1821–31; andra upplagan, tre band i kvarto, 1825–35), innehållande över 1 300 figurer, av vilka han själv efter naturen ritat över hälften, Mémoire sur les calculs urinaires (1822) och Mémoire sur les concrétions intestinales (1855).